# ۱۹ (فیلم)
«۱۹» (انگلیسی: 19 (film)) فیلمی در ژانر درام است که در سال ۲۰۰۱ منتشر شد.